# Нерехтский уезд
Не́рехтский уе́зд — административно-территориальная единица в составе Костромского наместничества и Костромской губернии, существовавшая в 1778—1929 годах. Уездный город — Нерехта.

## География
Уезд располагался на юго-западе Костромской губернии. Граничил с Владимирской и Ярославской губерниями. Площадь уезда составляла 3 464,2 верст² (3 942 км²) в 1897 году, 1 612 км² — в 1926 году.

## История

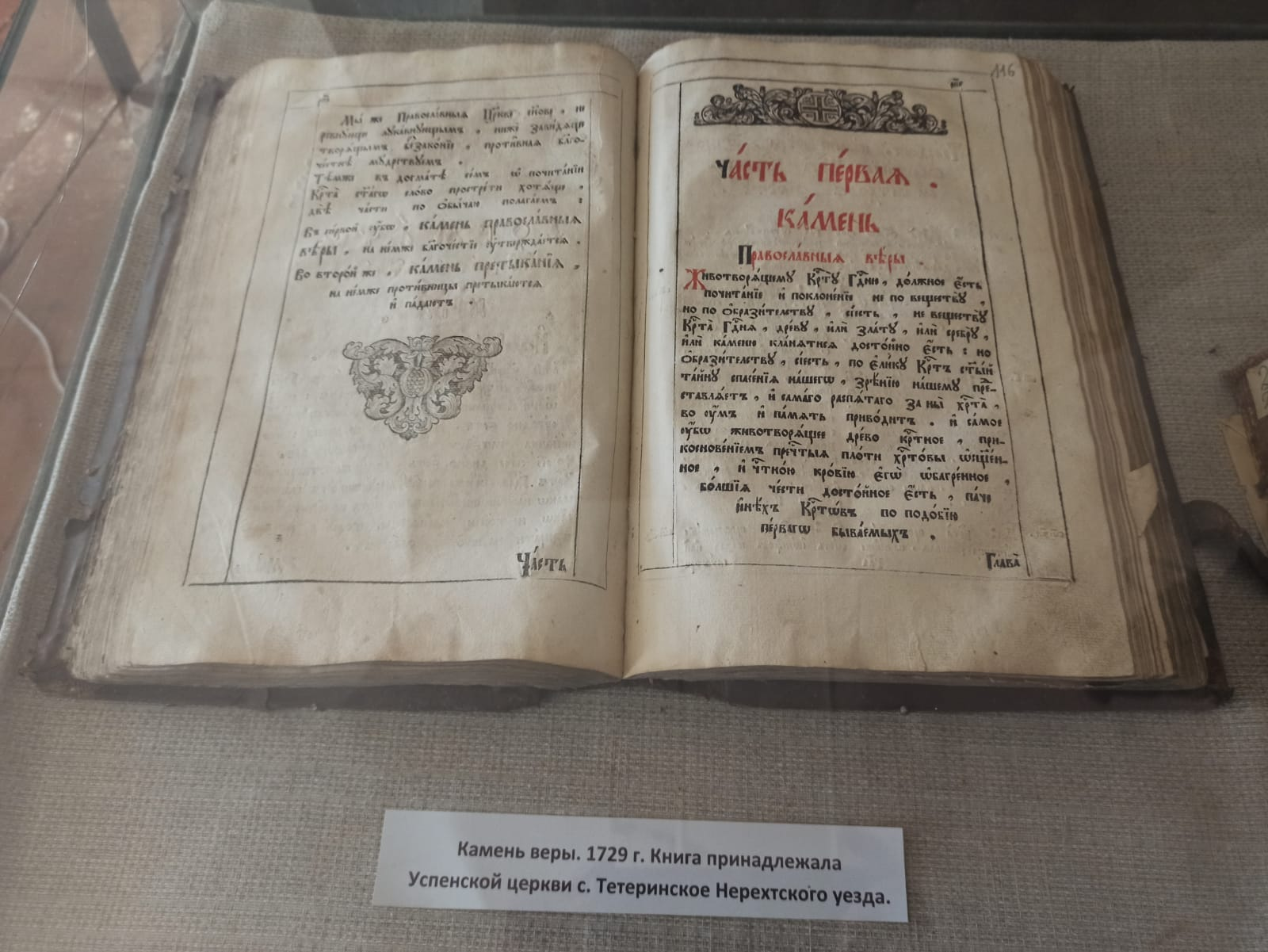
«Камень веры», 1729. Книга принадлежала Успенскому храму села Тетеринского Нерехтского уезда. Музейная экспозиция Богоявленского (Никольского) храма в Нерехте

Нерехтский уезд в составе Костромского наместничества был образован в 1778 году в ходе административной реформы Екатерины II. 
В 1796 году Костромское наместничество было преобразовано в Костромскую губернию, в состав Нерехтского уезда вошла территория упраздненного Плёсского уезда.
В книге «Упраздненные монастыри Костромской епархии» описана «Космодемьянская пустыня» близ Середы Упиной Нерехтского уезда: «около 1852 года здесь была еще цела очень ветхая церковка, народ называет ее церковью преп. Тихона Лухского, который по преданию ее и устроил. Сохранилось также предание, что в Тихонов день каждогодно тут совершали литургию священники села Иванцево».
В 1918 году из Нерехтского уезда был выделен Середской уезд Иваново-Вознесенской губернии.
14 января 1929 года Костромская губерния и все её уезды были упразднены, большая часть Нерехтского уезда вошла в состав Нерехтского района Костромского округа Ивановской Промышленной области.

## Административное деление
В 1890 году в состав уезда входило 38 волостей
| № п/п | Волость                   | Волостное правление   | Число селений | Население |
| ----- | ------------------------- | --------------------- | ------------- | --------- |
| 1     | Арменская                 | с. Армёнки            | 40            | 5583      |
| 2     | Березниковская            | д. Березники          | 26            | 4690      |
| 3     | Блазновская               | с. Блазново           | 28            | 2961      |
| 4     | Борисоглебская            | с. Борисоглебское     | 34            | 4109      |
| 5     | Горкинская                | с. Горкино            | 32            | 5090      |
| 6     | Горковская                | с. Горки-Павловы      | 19            | 1714      |
| 7     | Дмитриевская              | с. Дмитриевское       | 12            | 2718      |
| 8     | Золотиловская             | д. Большая Золотилова | 40            | 5409      |
| 9     | Игнатовская               | с. Игнатовское        | 32            | 3856      |
| 10    | Ильинско-Введенская       | с. Ильинское          | 31            | 3587      |
| 11    | Ковалевская               | с. Ковалёво           | 20            | 2772      |
| 12    | Красинская                | с. Красинское         | 13            | 2115      |
| 13    | Кузнецовская              | д. Кузнецово          | 20            | 1583      |
| 14    | Кулиго-Марьинская         | с. Марьинское         | 22            | 3463      |
| 15    | Кунестинская              | с. Кунестино          | 19            | 1433      |
| 16    | Малуевская                | д. Малуево            | 33            | 3799      |
| 17    | Марьинско-Александровская | с. Марьинское         | 29            | 3012      |
| 18    | Митинская                 | с. Митино             | 13            | 3238      |
| 19    | Никитская                 | с. Никитское          | 27            | 3214      |
| 20    | Никольская                | с. Никольское         | 3             | 914       |
| 21    | Новинская                 | с. Новинское          | 19            | 2140      |
| 22    | Ногинская                 | с. Ногино             | 40            | 4221      |
| 23    | Оделевская                | с. Оделево            | 38            | 4437      |
| 24    | Острецовская              | с. Острецово          | 44            | 5233      |
| 25    | Писцовская                | с. Писцово            | 11            | 4570      |
| 26    | Рождественская            | с. Рождествено        | 26            | 4672      |
| 27    | Сараевская                | с. Сараево            | 49            | 5631      |
| 28    | Светочегорская            | с. Светочева Гора     | 12            | 943       |
| 29    | Середская                 | с. Середа-Упино       | 41            | 5103      |
| 30    | Сидоровская               | с. Сидоровское        | 33            | 4428      |
| 31    | Сорохтская                | с. Сорохта            | 50            | 5844      |
| 32    | Спасская                  | с. Владычное          | 38            | 3641      |
| 33    | Толпыгинская              | с. Андреевское        | 8             | 1488      |
| 34    | Федоровская               | с. Фёдоровское        | 55            | 9809      |
| 35    | Хрипилевская              | д. Лыкосово           | 8             | 1317      |
| 36    | Широковская               | с. Широково           | 29            | 4242      |
| 37    | Ширяихская                | д. Ширяиха            | 22            | 2922      |
| 38    | Яковлевская               | с. Яковлевское        | 30            | 4448      |

В 1913 году в уезде был 1 заштатный город Плёс и 37 волостей: упразднены Толпыгинская и Хрипилевская волости, образована Тетеринская волость (с. Тетеринское).
В 1926 году в уезде было 6 волостей: 
- Арменская,
- Митинская,
- Сараевская,
- Сидоровская,
- Тетеринская,
- Федоровская (центр — г. Нерехта).

## Население
По данным переписи 1897 года в уезде проживало 149 859 чел. В том числе русские — 99,9 %. В уездном городе Нерехте проживало 3 092 чел., в заштатном Плёсе — 2 164 чел. Плотность составляла 43,26 человек на кв. версту.
По итогам всесоюзной переписи населения 1926 года население уезда составило 79 346 человек, из них городское (город Нерехта) — 7 388 человек.